# Liste der Kulturdenkmale in Gudendorf
In der Liste der Kulturdenkmale in Gudendorf sind alle Kulturdenkmale der schleswig-holsteinischen Gemeinde Gudendorf (Kreis Dithmarschen)  aufgelistet (Stand: 10. März 2025).
Die Bodendenkmale sind in der Liste der Bodendenkmale in Gudendorf erfasst.

## Legende
In den Spalten befinden sich folgende Informationen:
- Objekt-ID: die Nummer des Kulturdenkmales
- Lage: die Adresse des Kulturdenkmales und die geographischen Koordinaten. Kartenansicht, um Koordinaten zu setzen. In der Kartenansicht sind Kulturdenkmale ohne Koordinaten mit einem roten Marker dargestellt und können in der Karte gesetzt werden. Kulturdenkmale ohne Bild sind mit einem blauen Marker gekennzeichnet, Kulturdenkmale mit Bild mit einem grünen Marker.
- Offizielle Bezeichnung: Bezeichnung des Kulturdenkmales
- Beschreibung: die Beschreibung des Kulturdenkmales
- Bild: ein Bild des Kulturdenkmales

## Sachgesamtheiten
| Objekt-ID      | Lage                                    | Offizielle Bezeichnung                | Beschreibung | Bild                             |
| -------------- | --------------------------------------- | ------------------------------------- | --- | -------------------------------- |
| 52803 Wikidata | Vierthstraße (54° 1′ 6″ N, 9° 6′ 17″ O) | Gedenk- und Begräbnisstätte Gudendorf | Gedenk- und Begräbnisstätte; 1946, 1960–61, von Hanns-Erik Brodersen, Siegfried Assmann; gestaltetes Gelände mit Hügeln, Wegesystem, Mauern, drei Grabfeldern und einer Betonstele mit Bronzeskulptur für die im Gudendorfer Lager 1941–44 umgekommenen Kriegsgefangen aus der Sowjetunion, die in diesem Dünengelände bestattet oder 1956–60 aus anderen Kreisen hierhin umgebettet wurden - Begründung: geschichtlich, wissenschaftlich, künstlerisch, städtebaulich - Schutzumfang: Gedenkstätte Gudendorf, Betonstele mit "Charon", Grabfelder | weitere Fotos \| Fotos hochladen |

## Bauliche Anlagen
| Objekt-ID      | Lage                                      | Offizielle Bezeichnung              | Beschreibung | Bild                             |
| -------------- | ----------------------------------------- | ----------------------------------- | --- | -------------------------------- |
| 55602          | Hauptstraße (54° 1′ 15″ N, 9° 6′ 42″ O)   | Soldatengräber und Ehrenmal 1939/45 | Soldatengräber und Ehrenmal 1939/45; 1945, zwischen 1948 und 1953, errichtet durch Britische Besatzungsverwaltung, Gemeinde Gudendorf; Soldatengräber mit Granitkreuzen; ergänzt um Ehrenmal für deutsche Gefallene 1939–45, Feldsteinsetzung mit Inschriften, Einhegung durch knickartige Bepflanzung und Hausteinportal - Begründung: geschichtlich, wissenschaftlich, Kulturlandschaft prägend - Schutzumfang: Soldatengräber und Ehrenmal 1939/45, - Denkmaltyp: Bauliche Anlage   | weitere Fotos \| Fotos hochladen |
| 8229 Wikidata  | Österstraße 5 (54° 1′ 33″ N, 9° 6′ 39″ O) | Wohn- und Wirtschaftsgebäude        | Wohn- und Wirtschaftsgebäude, erstellt gegen Ende des 19. Jahrhunderts. Das Backsteinhallenhaus mit reetgedecktem Halbwalmdach hat einen seitlichen Eingang mit Zwerchhaus und Säulenstellung. - Begründung: geschichtlich, Kulturlandschaft prägend - Schutzumfang: gesamtes Objekt - Denkmaltyp: Bauliche Anlage | BW                               |
| 55600 Wikidata | Vierthstraße (54° 1′ 6″ N, 9° 6′ 18″ O)   | Betonstele mit "Charon"             | Betonstele mit „Charon“; 1960–61, von Siegfried Assmann; auf Hügel stehende, kegelstumpfartige Stele aus Waschbeton mit Öffnung, darin Bronzeskulptur „Charon überführt eine trauernde Mutter mit Sohn ins Totenreich“, Höhe 10,7 × 3,5 × 1,4 Meter - Begründung: geschichtlich, wissenschaftlich, künstlerisch, städtebaulich - Schutzumfang: Betonstele mit "Charon", - Denkmaltyp: Bauliche Anlage, Sachgesamtheit: Gedenk- und Begräbnisstätte Gudendorf                           | weitere Fotos \| Fotos hochladen |
| 55601 Wikidata | Vierthstraße (54° 1′ 7″ N, 9° 6′ 16″ O)   | Grabfelder                          | Grabfelder; 1960–61, von Hanns-Erik Brodersen; drei kreisförmige Presskiesflächen mit leiterförmiger Wegführung und Einfassung aus spitzen Bruch- und Kunststeinen, begleitendem Feldstein mit Inschrift; zwei Felder mit Grabstellen, ein symbolisches Feld für die verstreuten, unbekannten Grabstellen - Begründung: geschichtlich, wissenschaftlich, künstlerisch - Schutzumfang: Grabfelder, - Denkmaltyp: Bauliche Anlage, Sachgesamtheit: Gedenk- und Begräbnisstätte Gudendorf | weitere Fotos \| Fotos hochladen |

## Gründenkmale
| Objekt-ID      | Lage                                    | Offizielle Bezeichnung                | Beschreibung | Bild                             |
| -------------- | --------------------------------------- | ------------------------------------- | --- | -------------------------------- |
| 55599 Wikidata | Vierthstraße (54° 1′ 6″ N, 9° 6′ 19″ O) | Gedenk- und Begräbnisstätte Gudendorf | Gedenkstätte Gudendorf; 1960–61, von Hanns-Erik Brodersen; gestaltetes Areal mit Grabfeldern, Großskulptur, Mauern, Wegen, Platzerweiterungen mit Sitzwürfeln und Begrenzungsmauern, Bepflanzung; 2015 Ergänzung mit Namenstafeln aus Glas und Corten-Stahl, 2022 um Bronzemodell des Lagers, von Frank Speth - Begründung: geschichtlich, wissenschaftlich, künstlerisch, städtebaulich - Schutzumfang: Gedenkstätte Gudendorf, - Denkmaltyp: Gründenkmal, Sachgesamtheit: Gedenk- und Begräbnisstätte Gudendorf | weitere Fotos \| Fotos hochladen |

## Quelle
- Liste der Kulturdenkmale in Schleswig-Holstein – Kreis Dithmarschen (PDF)